# Christian Sievert
Christian Sievert (født 30. juni 1942 i København, død 21. december 2024) var en dansk guitarist, percussionist, sanger og komponist.
Christian Sievert var søn af maleren Erik Christian Sievert (1897-1961) og keramikeren Lise Benzon (født 1905).
Han var særlig kendt som flamenco-guitarist med sin egen specielle måde at spille på. Sievert spillede musik inden for mange forskellige stilarter som f.eks. bossa nova, samba og folk.
Christian Sievert debuterede på plade i 1976 ("Entrada To Equator") - en kompliceret og emotionel plade, hvor han blev backet af nogle af de yngre musikere, som han havde været en stor inspiration for, bl.a. Kasper Winding. Pladen indeholder et af hans allerbedste numre "Morena del Mar" og blev et kommercielt vendepunkt for ham. Året efter mødtes han i studiet med den finske guitarist Jukka Tolonen (sv), og på 3 dage komponerede og indspillede de LPen "After Three Days" - det møde blev starten på et langt venskab og mange fælles koncerter. Christian Sievert spillede og indspillede med en lang række danske og internationale navne – bl.a. Mehmet Ozan, Flemming Quist Møller, Peter Bastian, Poul Dissing, Palle Mikkelborg, Savage Rose, Jukka Tolonen, Vanja Santos, Rafael Molina og Lars Bo Enselmann, som han også lavede en cd med: "Cigars & Guitars". Sievert var medkomponist på musikken til tegnefilmen Bennys Badekar, hvor Sievert også lagde stemme til Krabben. Han lagde også stemmer til tegnefilmene om Jungledyret Hugo og Cykelmyggen og Dansemyggen.

## Diskografi[4]

### Solo
- Entrada To Equator – 1976, Hookfarm HLS 76-3
- Samba' l'amande - 1976, på Hookfarm Julepladen HLS 76-10
- After Three Days – 1978, m. Jukka Tolonen (g), Mads Vinding (b), "Chumi” (dr, per), Hookfarm HLS 78-2
- Taranta for Anemone Andersen – 1979 m. Miguel Duarte (per), "Chuim" (dr), CBS 98 122
- Kvartetten – 1983, m. Hugo Rasmussen (b), Lars Graugaard (fl, per), Bjarne Rostvold (dr), Stunt Records STLP 8402
- Guitayana – 1986, Olufsen Records DOC 5018
- Still Friends – 1987 m. Jukka Tolonen (g), Olufsen Records DOC 5058
- Amigo Brazil - 1999
- Cigars And Guitars – 2002 m. Lars Bo Enselmann (g),

### Gæsteoptrædener
- Juleknas - 2001

## Udvalgt filmografi
- Bennys Badekar - 1971 (stemme)
- Jungledyret Hugo - 1983 (stemme)
- Cykelmyggen og Dansemyggen - 2007 (stemme)